# Andy Tillson
Andy Tillson, all'anagrafe Andrew Tillson (Huntingdon, 30 giugno 1966) è un ex calciatore inglese, di ruolo difensore.

## Biografia
Suo figlio Jordan è a sua volta un calciatore professionista.

## Carriera

### Giocatore
Dopo aver giocato per una stagione in Conference League (quinta divisione e più alto livello calcistico inglese al di fuori della Football League) con il Kettering Town, trascorre due stagioni nella quarta divisione inglese e mezza stagione in terza divisione (fino al 21 dicembre 1990) con il Grimsby Town, mettendo a segno 5 reti in 106 presenze in incontri di campionato. Nella seconda parte della stagione 1989-1990 gioca invece in prima divisione con il QPR, con cui mette a segno 2 reti in 19 presenze; l'anno seguente gioca ulteriori 10 presenze in prima divisione, mentre all'inizio della stagione 1992-1993 torna in prestito al Grimsby Town, con cui gioca 4 partite in terza divisione.
Nel 1992 subito dopo il prestito viene ceduto ai Bristol Rovers, club di seconda divisione; nella stagione 1992-1993 il club arriva ultimo in classifica in seconda divisione e di conseguenza retrocede in terza divisione, categoria nella quale Tillson gioca durante le sette stagioni successive. Nel 2000 passa poi al Walsall, con cui nella stagione 2000-2001 vince i play-off del campionato di terza divisione (venendo anche inserito nella squadra dell'anno della PFA) e conquista una promozione in seconda divisione, categoria nella quale con i Saddlers segna una rete in 9 presenze durante la stagione 2001-2002. Si ritira nel 2003, all'età di 37 anni, a causa di un infortunio dopo un'ultima stagione da professionista ai Rushden & Diamonds, con cui gioca 19 partite in quarta divisione, vincendo il campionato.
In carriera ha totalizzato complessivamente 461 presenze e 20 reti nei campionati della Football League.

### Allenatore
Ha lavorato come vice per Team Bath, Weymouth ed Exeter City (dove è anche stato vice allenatore negli anni in cui suo figlio Jordan giocava con i Grecians).

## Palmarès

### Giocatore

#### Competizioni nazionali
- Conference League Cup: 1

Kettering Town: 1986-1987
- Campionato inglese di quarta divisione: 1

Rushden&Diamonds: 2002-2003

#### Individuale
- Squadra dell'anno della PFA: 1

2000-2001 (Division Two)